# ارین مکی

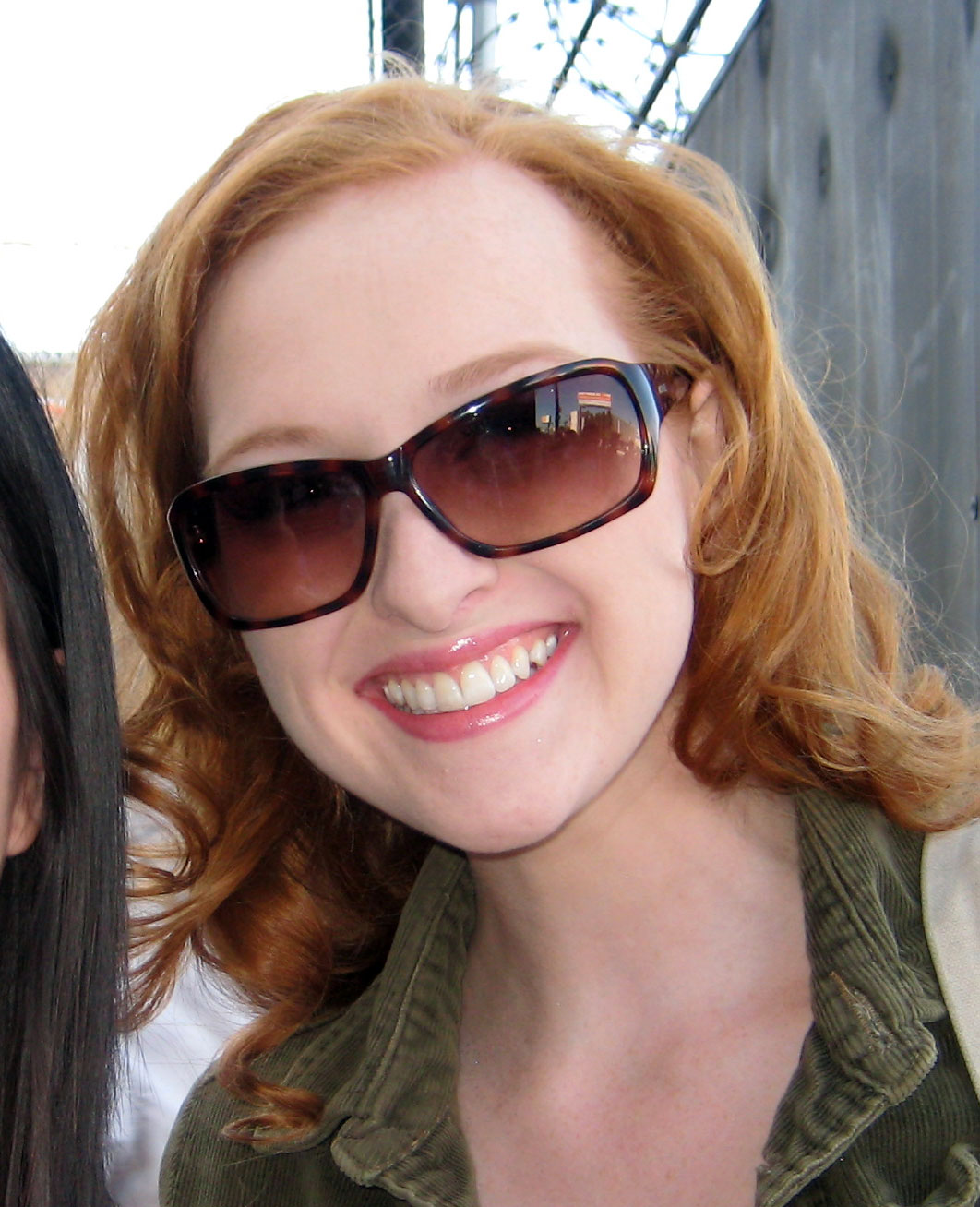

ارین اشلی مکی (زاده ۱۹ ژوئن 1986) یک هنرپیشه صحنه و خواننده آمریکایی است که برای بازی در نقش گلیندا در تولیدات شیکاگو، لس آنجلس، برادوی و دومین تور ملی نمایش موزیکال شرور شناخته شده‌است. او همچنین در فیلم دام والدین در سال ۱۹۹۸ نقش ایفا کرده‌است.